# Campeonato Nacional Femenino (Colombia)
El Campeonato Nacional Femenino, fue un torneo de fútbol femenino que se juega en Colombia entre las selecciones departamentales de todo el país afiliadas a la Difutbol, inicia en marzo. El torneo ofrecía cupo a los Juegos Deportivos Nacionales.

## Desaparición
Después de más de 10 años de disfrezarse el campeonato para el 2013 se dividió el torneo en 2 categorías manteniendo algunas deportistas con categoría libre.
Campeonato Nacional Femenino Sub-20 y Campeonato Nacional Femenino Sub-17

## Sistema de juego
El campeonato se disputaba anualmente con la participación de jugadoras con categoría libre hasta el 2013 que se dividió en dos categorías (Sub 20 y Sub-17). En todas sus fases los partidos se juegan con sede fija.
Las fases durante cada torneo son:
- Fase Clasificatoria: Divididos en 4 grupos según su ubicación geográfica con sedes fijas.

- Fase final: Clasifican los dos primeros de cada grupo con sedes fijas.

## Historial
| Año           | Sede                                                      | Campeón                                                   | Subcampeón                                                | Juego Limpio                                              |
| ------------- | --------------------------------------------------------- | --------------------------------------------------------- | --------------------------------------------------------- | --------------------------------------------------------- |
| 2010 detalles | Barbosa                                                   | Selección Bogotá                                          | Selección Valle                                           | Selección Bogotá                                          |
| 2011 detalles | Villavicencio                                             | Selección Bolívar                                         | Selección Bogotá                                          | Selección Bogotá                                          |
| 2012 detalles | Montería                                                  | Selección Valle                                           | Selección Antioquia                                       | Selección Bogotá                                          |
| 2013          | Desde este año en adelante ver Campeonato Sub-20 y Sub-17 | Desde este año en adelante ver Campeonato Sub-20 y Sub-17 | Desde este año en adelante ver Campeonato Sub-20 y Sub-17 | Desde este año en adelante ver Campeonato Sub-20 y Sub-17 |

## Goleadoras y Valla menos vencida

### Máximas goleadoras por temporada
| Año  | País     | Goleador            | Goles | Equipo           |
| ---- | -------- | ------------------- | ----- | ---------------- |
| 2010 | Colombia | Liana Maria Salazar | 7     | Selección Bogotá |
| 2011 | Colombia | Mildreth Cruz       | 12    | Selección Valle  |
| 2012 |          |                     |       |                  |

### Valla menos vencida
| Año  | País     | Goleador       | Goles | Equipo           |
| ---- | -------- | -------------- | ----- | ---------------- |
| 2010 | Colombia | Paula Forero   | 5     | Selección Bogotá |
| 2011 | Colombia | Viviana Parada | 2     | Selección Bogotá |
| 2012 |          |                |       |                  |